# Paracanthostracion
Paracanthostracion is een monotypisch geslacht van straalvinnige vissen uit de familie van de koffervissen (Ostraciidae). De wetenschappelijke naam werd in 1933 gepubliceerd door Gilbert Percy Whitley.

## Soort
- Paracanthostracion lindsayi (Phillipps, 1932)